# Rhyacophila cedrensis
Rhyacophila cedrensis là một loài Trichoptera trong họ Rhyacophilidae. Chúng phân bố ở miền Cổ bắc.